# Nebulosa do Cone

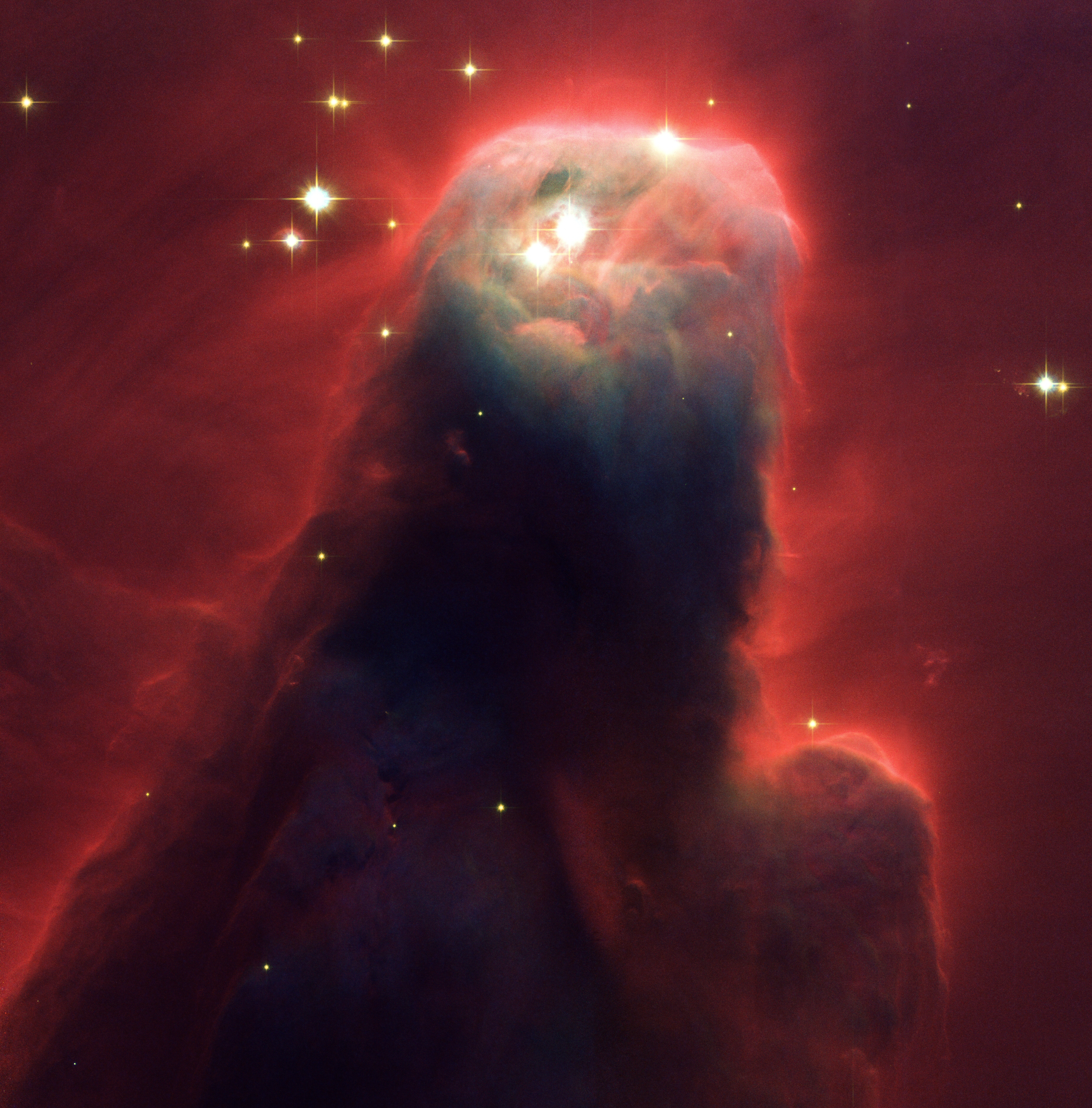
A Nebulosa do Cone em NGC 2264,.

A Nebulosa do Cone é uma região HII na constelação de Monoceros. Foi descoberta por William Herschel em 26 de dezembro de 1785, no momento em que ele a designou de H V.27. A nebulosa está localizada a cerca de 2 600 anos-luz da Terra. A Nebulosa do Cone faz parte da nebulosidade em torno do Aglomerado Árvore de Natal. A designação de NGC 2264 no New General Catalogue refere-se a ambos os objetos e não apenas à nebulosa.
A Nebulosa do Cone, assim chamada devido à sua forma aparente, fica na parte sul de NGC 2264. Na parte norte se localiza o Aglomerado Árvore de Natal de magnitude 3,9. Esses dois objetos estão localizados na parte norte de Monoceros, ao norte do ponto médio de uma linha que vai da estrela Procyon à estrela  Betelgeuse.
A forma do cone é proveniente de uma nebulosa de absorção escura composta de hidrogênio molecular frio e poeira na frente de uma nebulosa de emissão de hidrogênio ionizado. Esta nebulosa contém S Monocerotis, a estrela mais brilhante de NGC 2264. A nebulosa é fraca e tem aproximadamente sete anos-luz de comprimento (com um comprimento aparente de 10 minutos de arco), e está a 2 700 anos-luz da Terra.
A nebulosa é parte um grande complexo de formação de estrelas. O Telescópio Espacial Hubble foi usado para capturar imagens de estrelas em formação, em 1997.
A nebulosa é muitas vezes referida como a Nebulosa de Jesus Cristo por causa de sua semelhança com Jesus com as mãos em posição de oração.